# IRL 2012
La stagione 2012 della Izod IndyCar Series è stata la diciassettesima nella storia della Indy Racing League.
Il campione è Ryan Hunter-Reay, che ha ottenuto il suo primo titolo in IndyCar. Il campionato costruttori è andato alla Chevrolet e il premio come miglior debuttante dell'anno al francese Simon Pagenaud.

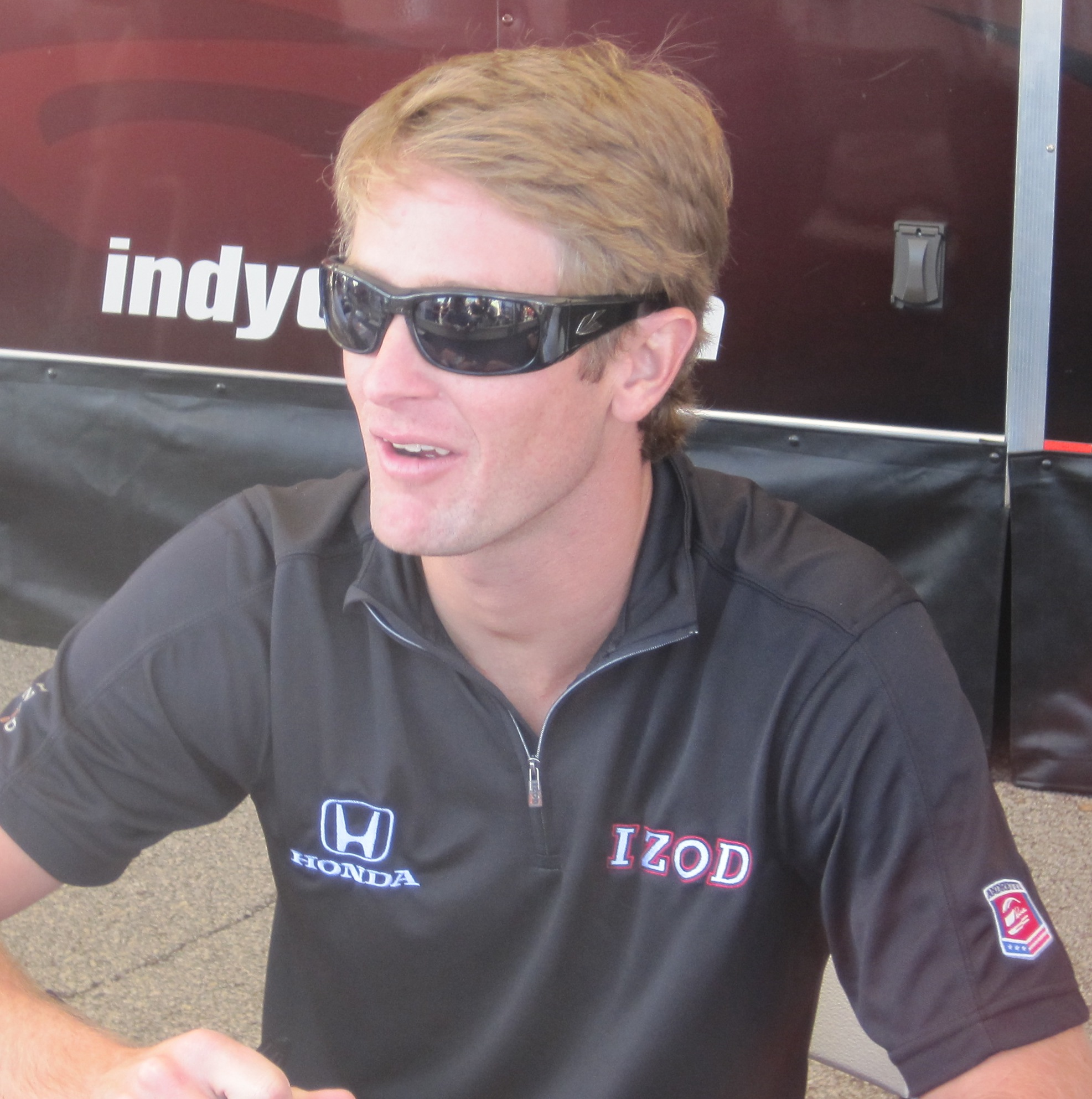
Ryan Hunter-Reay, campione IRL 2012

## Novità della stagione
La stagione 2012 vedrà l'attuazione del nuovo piano, chiamato ICONIC Project IndyCar (Innovative, Competitive, Open-Wheel, New, Industry-Relevant, Cost-Effective), il più grande cambiamento per lo sport nella storia recente. La vettura esistente utilizzata fino al 2011 (Dallara IR-05), e i motori V8 aspirati andranno definitivamente in pensione. Il comitato ICONIC è composto da esperti e dirigenti provenienti da campi di gara e tecnici: Randy Bernard, William R. Looney III, Brian Barnhart, Gil de Ferran, Tony Purnell, Eddie Gossage, Neil Ressler, Tony Cotman e Rick Long. Sono pervenute diverse proposte per il nuovo telaio IndyCar: BAT Engineering, Dallara, DeltaWing, Lola e Swift. Il 14 luglio 2010, la decisione finale è stata resa nota al pubblico, con gli organizzatori che hanno accettano la proposta della Dallara.

### Telaio
In base alle nuove norme ICONIC, tutte le squadre gareggeranno con un telaio di base, chiamato "cellula di sicurezza IndyCar", sviluppato dal designer italiano Dallara. Le squadre potranno attrezzare il telaio con delle appendici separate, denominate "Aero Kit", che consistono in ali anteriori e posteriori, fiancate e cofani motore. Lo Sviluppo di kit Aerodinamici è aperto a qualsiasi produttore; tutti i pacchetti saranno messi a disposizione per tutte le squadre ad un prezzo massimo. La cella di sicurezza IndyCar sarà limitata a un prezzo di $ 349.000 e sarà  assemblata nello stabilimento di Speedway, Indiana. I kit Aerodinamici saranno limitati a 70.000 dollari. Le squadre hanno la possibilità di acquistare la cellula di sicurezza Dallara e il kit aerodinamico ad un prezzo scontato.
Il 12 maggio 2011, Dallara ha svelato i primi concept car, uno per gli ovali e un per le piste stradale, con i rispettivi Aero kit.
Il 30 aprile 2011, i proprietari della IndyCar ha votato 15-0 per respingere l'introduzione di più Aero Kit per la stagione 2012, citando i costi. I proprietari hanno espresso il desiderio di introdurre i nuovi telai e motori per il 2012, ma tutti useranno il pacchetto aerodinamico della Dallara, ritardando l'introduzione di diversi Aero Kit nel 2013. Il 14 agosto 2011, IndyCar ha confermato che l'introduzione di molteplici Aero Kit potrebbe essere ritardata al 2013 per "ragioni economiche". Chevrolet e Lotus avevano già annunciato la loro intenzione di costruire kit aerodinamici.
Il telaio è stato denominato DW12, in onore del pilota britannico Dan Wheldon che ne aveva curato lo sviluppo prima di essere vittima di un incidente mortale nell'ultima gara del campionato 2011.

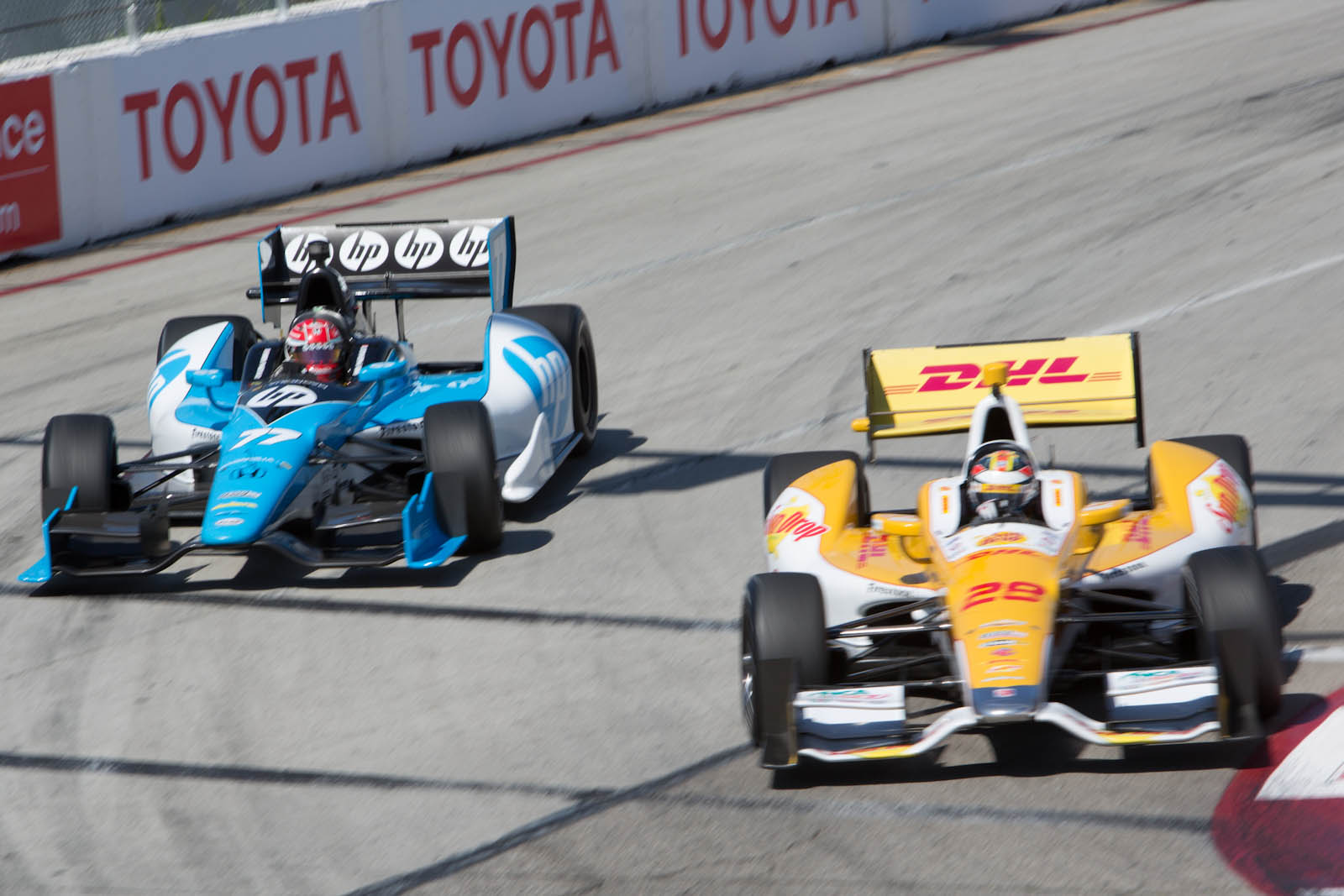
Simon Pagenaud e Ryan Hunter-Reay a Long Beach

### Motori
I motori saranno a 6 cilindri da 2.2 litri, turbocompressi, che produrranno una potenza di 550-700 cavalli a seconda dei vari circuiti su cui si correrà, e saranno sempre alimentati ad etanolo.
Il 12 novembre 2010, Chevrolet è stata confermata come fornitore di motori per il 2012 con un V6 twin turbo. Chevrolet fornirà anche un Aero Kit. L'elenco iniziale di potenziali fornitori ha incluso Ford, Cosworth, e Mazda. Honda è diventato il primo fornitore di motori per il 2012 e oltre. La loro proposta di 2.2 litri V6 turbo che sarà sviluppato da Honda Performance Development.
Il 27 maggio 2011, Ganassi e Honda hanno annunciato la loro partnership per il 2012.
Il 19 agosto 2010, Cosworth ha annunciato il loro interesse a fornire un motore 4 cilindri in linea; Tuttavia, il piano è stato alla fine scartato. Il propulsore sarà costruito in uno sforzo congiunto con Ilmor, e sarà introdotto in un partenariato con Penske Racing.
Il terzo fornitore di motori è stato annunciato 18 novembre 2010 al Los Angeles Auto Show, poco prima del termine del campionato. Lotus costruirà un motore V6 twin turbo e un Aero Kit. Il motore sarà costruito in una partnership con lo storico costruttore di motori John Judd e Jack Brabham, attraverso la loro società Engine Developments Ltd. I motori Judd sono stati utilizzati nella CART e alla Indy 500 tra il 1987 e il 1992, negli Sport Prototipo e in Formula 1.

### Regolamento
Eventuali modifiche del motore per un motore che ha funzionato meno di 1.850 miglia porterà una penalità di 10 posizioni in griglia della gara successiva. L'unica eccezione si verifica se un motore si rompe durante una corsa: in questo caso, un nuovo motore può essere installato per la gara successiva senza penalità.

## Calendario
| Rnd | Data         | Nome della corsa                        | Circuito                     | Città                      | Orario  |
| --- | ------------ | --------------------------------------- | ---------------------------- | -------------------------- | ------- |
| 1   | 25 marzo     | Honda Grand Prix of St. Petersburg      | Streets of St. Petersburg    | Saint Petersburg (Florida) | 12:30pm |
| 2   | 1º aprile    | Honda Indy Grand Prix of Alabama        | Barber Motorsports Park      | Birmingham (Alabama)       | 2:00pm  |
| 3   | 15 aprile    | 38th Toyota Grand Prix of Long Beach    | Circuito di Long Beach       | Long Beach (California)    | 3:30pm  |
| 4   | 29 aprile    | Itaipava São Paulo Indy 300             | Streets of São Paulo         | San Paolo, Brasile         | 12:00pm |
| 5   | 27 maggio    | 96th Indianapolis 500-Mile Race         | Indianapolis Motor Speedway  | Speedway (Indiana)         | 11:00am |
| 6   | 3 giugno     | Chevrolet Detroit Belle Isle Grand Prix | Belle Isle                   | Detroit                    | 3:30pm  |
| 7   | 9 giugno     | Firestone 550                           | Texas Motor Speedway         | Fort Worth, Texas          | 8:00pm  |
| 8   | 16 giugno    | Milwaukee IndyFest                      | Milwaukee Mile               | West Allis, Wisconsin      | 1:00pm  |
| 9   | 23 giugno    | Iowa Corn Indy 250                      | Iowa Speedway                | Newton (Iowa)              | 8:00pm  |
| 10  | 8 luglio     | Honda Indy Toronto                      | Streets of Toronto           | Toronto, Ontario           | 12:30pm |
| 11  | 22 luglio    | Edmonton Indy                           | Edmonton City Centre Airport | Edmonton, Alberta          | 2:00pm  |
| 12  | 5 agosto     | Honda Indy 200 at Mid-Ohio              | Mid-Ohio Sports Car Course   | Lexington (Ohio)           | 12:30pm |
| 13  | 26 agosto    | Indy Grand Prix of Sonoma               | Infineon Raceway             | Sonoma, California         | 4:00pm  |
| 14  | 2 settembre  | Baltimore Grand Prix                    | Streets of Baltimore         | Baltimora, Maryland        | 2:00pm  |
| 15  | 15 settembre | California Indy 400                     | Auto Club Speedway           | Fontana (California)       | 8:00pm  |

     Ovali/Speedway
     Stradali/Cittadini

### Cambiamenti rispetto al 2011
- Si torna a correre il Detroit Indy Grand Prix, per la prima volta dal 2008.
- Si torna a correre al California Speedway, presso Fontana. Si corre in notturna.
- Era stato programmato un evento in Cina, sulle strade di Tsingtao, ma è stato in seguito annullato.

## Team e piloti
Tutti i team utilizzano telai Dallara DW12 e gomme Firestone. (R) indica un pilota rookie
| Team                                                             | Motore           | #  | Pilota               | Sponsor                                                 | Note                                                                                         |
| ---------------------------------------------------------------- | ---------------- | -- | -------------------- | ------------------------------------------------------- | -------------------------------------------------------------------------------------------- |
| A. J. Foyt Enterprises                                           | Honda            | 14 | Mike Conway          | ABC Supply Company                                      |                                                                                              |
| A. J. Foyt Enterprises                                           | Honda            | 14 | Wade Cunningham (R)  | ABC Supply Company                                      | Rimpiazza Conway a Fontana                                                                   |
| A. J. Foyt Enterprises                                           | Honda            | 41 | Wade Cunningham (R)  | ECat                                                    | Indy 500                                                                                     |
| Andretti Autosport                                               | Chevrolet        | 17 | Sebastián Saavedra   | Automatic Fire Sprinklers                               | Indy 500, in collaborazione con AFS Racing.                                                  |
| Andretti Autosport                                               | Chevrolet        | 25 | Ana Beatriz          | Petroleo Ipiranga                                       | San Paolo, Indy500, in collaborazione con Conquest Racing.                                   |
| Andretti Autosport                                               | Chevrolet        | 26 | Marco Andretti       | Royal Crown Cola                                        |                                                                                              |
| Andretti Autosport                                               | Chevrolet        | 27 | James Hinchcliffe    | GoDaddy.com                                             |                                                                                              |
| Andretti Autosport                                               | Chevrolet        | 28 | Ryan Hunter-Reay     | DHL / Sun Drop                                          |                                                                                              |
| Chip Ganassi Racing                                              | Honda            | 9  | Scott Dixon          | Target                                                  |                                                                                              |
| Chip Ganassi Racing                                              | Honda            | 10 | Dario Franchitti     | Target                                                  | Guida la vettura #50 a Indianapolis per celebrare il 50º anniversario dello sponsor, Target. |
| Chip Ganassi Racing                                              | Honda            | 50 | Dario Franchitti     | Target                                                  | Guida la vettura #50 a Indianapolis per celebrare il 50º anniversario dello sponsor, Target. |
| Chip Ganassi Racing                                              | Honda            | 38 | Graham Rahal         | TBC Retail Group                                        |                                                                                              |
| Chip Ganassi Racing                                              | Honda            | 83 | Charlie Kimball      | Novo Nordisk                                            | Ha saltato la gara dell'Ohio                                                                 |
| Chip Ganassi Racing                                              | Honda            | 83 | Giorgio Pantano      | Tran Systems/Z-Line Designs/Dad's Root Beer/WIX Filters | Rimpiazza Kimball a Lexington                                                                |
| Dale Coyne Racing                                                | Honda            | 18 | Justin Wilson        | Sonny's Real Pit Bar-B-Q                                |                                                                                              |
| Dale Coyne Racing                                                | Honda            | 19 | James Jakes          | Acorn Stairlifts / Boy Scouts of America                |                                                                                              |
| Ed Carpenter Racing                                              | Chevrolet        | 20 | Ed Carpenter         | Fuzzy's Ultra Premium Vodka                             |                                                                                              |
| KV Racing Technology                                             | Chevrolet        | 5  | E. J. Viso           | CITGO / PDVSA                                           |                                                                                              |
| KV Racing Technology                                             | Chevrolet        | 8  | Rubens Barrichello   | Brasil Máquinas / Hyundai Heavy Industries              |                                                                                              |
| KV Racing Technology                                             | Chevrolet        | 11 | Tony Kanaan          | GEICO / Mouser Electronics / Petrópolis Brewery         |                                                                                              |
| Lotus-Dragon Racing Dragon Racing                                | Lotus 2          | 6  | Katherine Legge (R)  | Truecar / Lotus Cars                                    |                                                                                              |
| Lotus-Dragon Racing Dragon Racing                                | Lotus 2          | 7  | Sébastien Bourdais   | McAfee / Lotus Cars                                     | Ha saltato il Milwaukee 225.                                                                 |
| Lotus-Dreyer & Reinbold Racing Panther/Dreyer & Reinbold Racing1 | Lotus Chevrolet2 | 22 | Oriol Servià         | Lotus Cars                                              |                                                                                              |
| Lotus-HVM Racing                                                 | Lotus            | 78 | Simona de Silvestro  | Entergy / Lotus Cars                                    |                                                                                              |
| Panther Racing                                                   | Chevrolet        | 4  | J. R. Hildebrand     | U.S. National Guard                                     |                                                                                              |
| Rahal Letterman Lanigan Racing                                   | Honda            | 15 | Takuma Satō          | Interush / Panasonic                                    |                                                                                              |
| Rahal Letterman Lanigan Racing                                   | Honda            | 30 | Michel Jourdain, Jr. | Office Depot Mexico                                     | Indy 500                                                                                     |
| Schmidt Hamilton Motorsports                                     | Honda            | 77 | Simon Pagenaud (R)   | Hewlett-Packard                                         |                                                                                              |
| Schmidt Hamilton Motorsports                                     | Honda            | 99 | Townsend Bell        | BraunAbility                                            | Indy 500                                                                                     |
| Sarah Fisher Hartman Racing                                      | Honda            | 39 | Bryan Clauson (R)    |                                                         | Indy 500                                                                                     |
| Sarah Fisher Hartman Racing                                      | Honda            | 67 | Josef Newgarden (R)  | Direct Supply/Dollar General                            |                                                                                              |
| Team Barracuda – BHA                                             | Lotus Honda2     | 98 | Alex Tagliani        | Barracuda Networks / Lotus Cars3                        | Ha saltato la gara di São Paulo per concentrarsi sui preparativi per la Indy 500.            |
| Team Penske                                                      | Chevrolet        | 2  | Ryan Briscoe         | IZOD                                                    |                                                                                              |
| Team Penske                                                      | Chevrolet        | 3  | Hélio Castroneves    | Shell V-Power                                           |                                                                                              |
| Team Penske                                                      | Chevrolet        | 12 | Will Power           | Verizon Wireless                                        |                                                                                              |
| Fan Force United                                                 | Lotus            | 64 | Jean Alesi (R)       | F. P. Journe                                            | Indy 500                                                                                     |

Note
- 1Dreyer & Reinbold Racing ha stretto un'alleanza strategica con Panther Racing prima della 500 Miglia di Indianapolis, e potrà utilizzare il secondo motore Chevrolet del Panther Racing.
- 2Team Barracuda-BHA, Dreyer & Reinbold Racing e Dragon Racing hanno terminato i loro contratti con Lotus prima della 500 Miglia di Indianapolis.
- 3Lotus Cars è stato sponsor del team fino alla gara di Long Beach.

## Risultati
| Rd | Gara           | Pole position     | Giro veloce      | Più giri in testa | Pilota vincitore  | Team vincitore      | Resoconto |
| -- | -------------- | ----------------- | ---------------- | ----------------- | ----------------- | ------------------- | --------- |
| 1  | St. Petersburg | Will Power        | Will Power       | Scott Dixon       | Hélio Castroneves | Team Penske         | Resoconto |
| 2  | Barber         | Hélio Castroneves | Will Power       | Scott Dixon       | Will Power        | Team Penske         | Resoconto |
| 3  | Long Beach     | Ryan Briscoe1     | Tony Kanaan      | Simon Pagenaud    | Will Power        | Team Penske         | Resoconto |
| 4  | São Paulo      | Will Power        | Josef Newgarden  | Will Power        | Will Power        | Team Penske         | Resoconto |
| 5  | Indianapolis   | Ryan Briscoe      | Marco Andretti   | Marco Andretti    | Dario Franchitti  | Chip Ganassi Racing | Resoconto |
| 6  | Belle Isle     | Scott Dixon       | Justin Wilson    | Scott Dixon       | Scott Dixon       | Chip Ganassi Racing | Resoconto |
| 7  | Texas          | Alex Tagliani     | Ryan Briscoe     | Scott Dixon       | Justin Wilson     | Dale Coyne Racing   | Resoconto |
| 8  | Milwaukee      | Dario Franchitti  | Ryan Hunter-Reay | Ryan Hunter-Reay  | Ryan Hunter-Reay  | Andretti Autosport  | Resoconto |
| 9  | Iowa           | Dario Franchitti  | Ed Carpenter     | Hélio Castroneves | Ryan Hunter-Reay  | Andretti Autosport  | Resoconto |
| 10 | Toronto        | Dario Franchitti  | Josef Newgarden  | Ryan Hunter-Reay  | Ryan Hunter-Reay  | Andretti Autosport  | Resoconto |
| 11 | Edmonton       | Ryan Hunter-Reay2 | Josef Newgarden  | Alex Tagliani     | Hélio Castroneves | Team Penske         | Resoconto |
| 12 | Mid-Ohio       | Will Power        | Oriol Servià     | Will Power        | Scott Dixon       | Chip Ganassi Racing | Resoconto |
| 13 | Sonoma         | Will Power        | Ryan Hunter-Reay | Will Power        | Ryan Briscoe      | Team Penske         | Resoconto |
| 14 | Baltimore      | Will Power        | Will Power       | Will Power        | Ryan Hunter-Reay  | Andretti Autosport  | Resoconto |
| 15 | Auto Club      | Marco Andretti    | Dario Franchitti | Ed Carpenter      | Ed Carpenter      | Ed Carpenter Racing | Resoconto |

1 Prima dell'evento la Chevrolet ha fornito i propri piloti di nuovi motori per preoccupazioni riguardanti l'affidabilità. Questa manovra è stata giudicata irregolare e tutti i piloti con motore Chevrolet (oltre ai piloti dei team Dragon Racing e Dreyer & Reinbold Racing, forniti di motore Lotus) sono stati arretrati di 10 posizioni sulla griglia di partenza. Così Dario Franchitti, che aveva ottenuto il 4º tempo in qualifica, è partito in pole position, ma il punto per la pole position è stato ugualmente attribuito a Briscoe.
2 Hunter-Reay ha cambiato il motore ed è stato arretrato di 10 posizioni sulla griglia di partenza. Così Dario Franchitti, che aveva ottenuto il 2º tempo in qualifica, è partito in pole position, ma il punto per la pole position è stato ugualmente attribuito a Hunter-Reay.

## Classifiche

### Classifica piloti
| Pos | Pilota               | STP | ALA | LBH | SAO |      | INDY | INDY |     | DET | TEX | MIL | IOW | TOR | EDM | MDO | SNM | BAL | FON | P.ti |
| Pos | Pilota               | STP | ALA | LBH | SAO | QL   | 500  |      |     | DET | TEX | MIL | IOW | TOR | EDM | MDO | SNM | BAL | FON | P.ti |
| --- | -------------------- | --- | --- | --- | --- | ---- | ---- | ---- | --- | --- | --- | --- | --- | --- | --- | --- | --- | --- | --- | ---- |
| 1   | Ryan Hunter-Reay     | 3   | 12  | 6   | 2   | 3    | 27   | 7    | 21  | 1*  | 1   | 1*  | 7   | 24  | 18  | 1   | 4   | 468 |     |      |
| 2   | Will Power           | 7   | 1   | 1   | 1*  | 5    | 28   | 4    | 8   | 12  | 23  | 15  | 3   | 2*  | 2*  | 6*  | 24  | 465 |     |      |
| 3   | Scott Dixon          | 2*  | 2*  | 23  | 17  | 15   | 2    | 1*   | 18* | 11  | 4   | 25  | 10  | 1   | 13  | 4   | 3   | 435 |     |      |
| 4   | Hélio Castroneves    | 1   | 3   | 13  | 4   | 6    | 10   | 17   | 7   | 6   | 6*  | 6   | 1   | 16  | 6   | 10  | 5   | 431 |     |      |
| 5   | Simon Pagenaud       | 6   | 5   | 2*  | 12  | 23   | 16   | 3    | 6   | 13  | 5   | 12  | 20  | 3   | 7   | 3   | 15  | 387 |     |      |
| 6   | Ryan Briscoe         | 5   | 14  | 7   | 25  | 1    | 5    | 16   | 3   | 14  | 18  | 19  | 8   | 7   | 1   | 2   | 17  | 370 |     |      |
| 7   | Dario Franchitti     | 13  | 10  | 15  | 5   | 16   | 1    | 2    | 14  | 19  | 25  | 17  | 6   | 17  | 3   | 13  | 2   | 363 |     |      |
| 8   | James Hinchcliffe    | 4   | 6   | 3   | 6   | 2    | 6    | 21   | 4   | 3   | 17  | 22  | 12  | 5   | 26  | 15  | 13  | 358 |     |      |
| 9   | Tony Kanaan          | 25  | 21  | 4   | 13  | 8    | 3    | 6    | 11  | 2   | 3   | 4   | 18  | 6   | 10  | 20  | 18  | 351 |     |      |
| 10  | Graham Rahal         | 12  | 4   | 24  | 16  | 12   | 13   | 19   | 2   | 9   | 9   | 23  | 4   | 11  | 5   | 11  | 6   | 333 |     |      |
| 11  | J. R. Hildebrand     | 19  | 15  | 5   | 7   | 18   | 14   | 14   | 5   | 22  | 22  | 7   | 21  | 9   | 8   | 12  | 11  | 294 |     |      |
| 12  | Rubens Barrichello   | 17  | 8   | 9   | 10  | 10   | 11   | 25   | NP  | 10  | 7   | 11  | 13  | 15  | 4   | 5   | 22  | 289 |     |      |
| 13  | Oriol Servià         | 16  | 13  | 16  | 11  | 27   | 4    | 5    | 20  | 4   | 21  | 5   | 24  | 25  | 19  | 7   | 19  | 287 |     |      |
| 14  | Takuma Satō          | 22  | 24  | 8   | 3   | 19   | 17   | 20   | 22  | 20  | 12  | 9   | 2   | 13  | 27  | 21  | 7   | 281 |     |      |
| 15  | Justin Wilson        | 10  | 19  | 10  | 22  | 21   | 7    | 22   | 1   | 23  | 10  | 21  | 9   | 18  | 11  | 17  | 23  | 278 |     |      |
| 16  | Marco Andretti       | 14  | 11  | 25  | 14  | 4    | 24*  | 11   | 17  | 15  | 2   | 16  | 14  | 8   | 25  | 14  | 8   | 278 |     |      |
| 17  | Alex Tagliani        | 15  | 26  | 21  |     | 11   | 12   | 10   | 9   | 7   | 16  | 10  | 5*  | 10  | 9   | 8   | 20  | 272 |     |      |
| 18  | Ed Carpenter         | 18  | 22  | 14  | 21  | 28   | 21   | 12   | 12  | 8   | 8   | 18  | 22  | 22  | 20  | 25  | 1*  | 261 |     |      |
| 19  | Charlie Kimball      | 9   | 25  | 18  | 8   | 14   | 8    | 8    | 23  | 17  | 11  | 2   | 19  |     | 21  | 18  | 10  | 260 |     |      |
| 20  | E. J. Viso           | 8   | 18  | 12  | 9   | 9    | 18   | 18   | 19  | 5   | 24  | 20  | 16  | 20  | 16  | 9   | 25  | 244 |     |      |
| 21  | Mike Conway          | 20  | 7   | 22  | 19  | 29   | 29   | 9    | 16  | 16  | 20  | 3   | 11  | 21  | 14  | 16  |     | 233 |     |      |
| 22  | James Jakes          | 26  | 16  | 11  | 15  | 17   | 15   | 23   | 10  | 21  | 13  | 8   | 25  | 19  | 12  | 24  | 12  | 232 |     |      |
| 23  | Josef Newgarden      | 11  | 17  | 26  | 23  | 7    | 25   | 15   | 13  | 25  | 19  | 13  | 17  | 12  | 23  |     | 16  | 200 |     |      |
| 24  | Simona de Silvestro  | 24  | 20  | 20  | 24  | 32   | 32   | 13   | NP  | 24  | 14  | 24  | 23  | 23  | 17  | 22  | 26  | 182 |     |      |
| 25  | Sébastien Bourdais   | 21  | 9   | 17  | 18  | 25   | 20   | 24   |     |     |     | 14  | 15  | 4   | 22  | 23  |     | 173 |     |      |
| 26  | Katherine Legge      | 23  | 23  | 19  | 26  | 30   | 22   |      | 15  | 18  | 15  |     |     |     | 24  |     | 9   | 137 |     |      |
| 27  | Sebastián Saavedra   |     |     |     |     | 24   | 26   |      |     |     |     |     |     |     | 15  |     | 21  | 41  |     |      |
| 28  | Wade Cunningham      |     |     |     |     | 26   | 31   |      |     |     |     |     |     |     |     |     | 14  | 29  |     |      |
| 29  | Ana Beatriz          |     |     |     | 20  | 13   | 23   |      |     |     |     |     |     |     |     |     |     | 28  |     |      |
| 30  | Townsend Bell        |     |     |     |     | 20   | 9    |      |     |     |     |     |     |     |     |     |     | 26  |     |      |
| 31  | Giorgio Pantano      |     |     |     |     |      |      |      |     |     |     |     |     | 14  |     |     |     | 16  |     |      |
| 32  | Michel Jourdain, Jr. |     |     |     |     | 22   | 19   |      |     |     |     |     |     |     |     |     |     | 16  |     |      |
| 33  | Bryan Clauson        |     |     |     |     | 31   | 30   |      |     |     |     |     |     |     |     |     |     | 13  |     |      |
| 34  | Jean Alesi           |     |     |     |     | 33   | 33   |      |     |     |     |     |     |     |     |     |     | 13  |     |      |
| 35  | Bruno Junqueira      |     |     |     |     |      |      |      |     |     |     |     |     |     |     |     |     | 19  |     | 12   |
| Pos | Pilota               | STP | ALA | LBH | SAO | QL   | QL   | 500  | 500 | DET | TEX | MIL | IOW | TOR | EDM | MDO | SNM | BAL | FON | P.ti |
| Pos | Pilota               | STP | ALA | LBH | SAO | INDY |      |      |     | DET | TEX | MIL | IOW | TOR | EDM | MDO | SNM | BAL | FON | P.ti |

| Colore  | Risultati                   |
| ------- | --------------------------- |
| Oro     | Vincitore                   |
| Argento | 2º posto                    |
| Bronzo  | 3º posto                    |
| Verde   | 4º e 5º posto               |
| Celeste | 6º-10º posto                |
| Blu     | Finita (Fuori dalla Top 10) |
| Viola   | Non finita                  |
| Rosso   | Non qualificato (NQ)        |
| Marrone | Ritirato (Wth)              |
| Nero    | Squalificato (SQ)           |
| Bianco1 | Non partito (NP)            |
| Bianco2 | Gara cancellata (C)         |
| Vuoto   | Non partecipa               |

| Note               |                                                                                  |
| Grassetto          | Pole position (1 punto) Escluso: Indianapolis 500                                |
| Corsivo            | Giro più veloce                                                                  |
| *                  | Maggior numero di giri in testa (2 punti)                                        |
| NP                 | Qualsiasi pilota che si qualifica ma non parte (NP), guadagna la metà dei punti. |
| Rookie of the Year |                                                                                  |
| Rookie             |                                                                                  |

| Colore  | Risultati                   |
| ------- | --------------------------- |
| Oro     | Vincitore                   |
| Argento | 2º posto                    |
| Bronzo  | 3º posto                    |
| Verde   | 4º e 5º posto               |
| Celeste | 6º-10º posto                |
| Blu     | Finita (Fuori dalla Top 10) |
| Viola   | Non finita                  |
| Rosso   | Non qualificato (NQ)        |
| Marrone | Ritirato (Wth)              |
| Nero    | Squalificato (SQ)           |
| Bianco1 | Non partito (NP)            |
| Bianco2 | Gara cancellata (C)         |
| Vuoto   | Non partecipa               |

| Note               |                                                                                  |
| Grassetto          | Pole position (1 punto) Escluso: Indianapolis 500                                |
| Corsivo            | Giro più veloce                                                                  |
| *                  | Maggior numero di giri in testa (2 punti)                                        |
| NP                 | Qualsiasi pilota che si qualifica ma non parte (NP), guadagna la metà dei punti. |
| Rookie of the Year |                                                                                  |
| Rookie             |                                                                                  |

I punti vengono assegnati ai piloti in base al seguente schema:
| Posizione | 1  | 2  | 3  | 4  | 5  | 6  | 7  | 8  | 9  | 10 | 11 | 12 | 13 | 14 | 15 | 16 | 17 | 18 | 19 | 20 | 21 | 22 | 23 | 24 | 25 | 26 | 27 | 28 | 29 | 30 | 31 | 32 | 33 |
| Punti     | 50 | 40 | 35 | 32 | 30 | 28 | 26 | 24 | 22 | 20 | 19 | 18 | 17 | 16 | 15 | 14 | 13 | 12 | 12 | 12 | 12 | 12 | 12 | 12 | 10 | 10 | 10 | 10 | 10 | 10 | 10 | 10 | 10 |
| --------- | -- | -- | -- | -- | -- | -- | -- | -- | -- | -- | -- | -- | -- | -- | -- | -- | -- | -- | -- | -- | -- | -- | -- | -- | -- | -- | -- | -- | -- | -- | -- | -- | -- |
| Indy QLF  | 15 | 13 | 12 | 11 | 10 | 9  | 8  | 7  | 6  | 4  | 4  | 4  | 4  | 4  | 4  | 4  | 4  | 4  | 4  | 4  | 4  | 4  | 4  | 4  | 3  | 3  | 3  | 3  | 3  | 3  | 3  | 3  | 3  |

### Classifica costruttori
| Pos | Costruttore | STP | ALA | LBH | SAO | INDY | DET | TEX | MIL | IOW | TOR | EDM | MDO | SNM | BAL | FON | P.ti |
| --- | ----------- | --- | --- | --- | --- | ---- | --- | --- | --- | --- | --- | --- | --- | --- | --- | --- | ---- |
| 1   | Chevrolet   | 1   | 1   | 1   | 1   | 3    | 4   | 3   | 1   | 1   | 1   | 1   | 2   | 1   | 1   | 1   | 123  |
| 2   | Honda       | 2   | 2   | 2   | 3   | 1    | 1   | 1   | 7   | 4   | 2   | 2   | 1   | 3   | 3   | 2   | 102  |
| 3   | Lotus       | 15  | 9   | 16  | 11  | 32   | 14  | NP  | 24  | 14  | 24  | 23  | 23  | 17  | 22  | 26  | 60   |
| Pos | Costruttore | STP | ALA | LBH | SAO | INDY | DET | TEX | MIL | IOW | TOR | EDM | MDO | SNM | BAL | FON | P.ti |

| Colore  | Risultati | Punti |
| ------- | --------- | ----- |
| Oro     | 1º posto  | 9     |
| Argento | 2º posto  | 6     |
| Bronzo  | 3º posto  | 4     |

I punti sono attribuiti in base alla posizione del pilota meglio piazzato di ogni costruttore.